# Primo Gibelli
Primo Gibelli (ur. 27 grudnia 1893 w Mediolanie, zm. 10 listopada 1936 w Alcorcón) – włoski pilot doświadczalny, Bohater Związku Radzieckiego (1936).

## Życiorys
Pracował w fabryce Fiata, wstąpił do partii socjalistycznej, brał aktywny udział w ruchu rewolucyjnym. W 1921 wyemigrował do RFSRR i wstąpił do Armii Czerwonej, 1921-1922 uczestniczył w walkach z grupami antykomunistycznymi na Ukrainie, w 1923 ukończył szkołę lotników wojskowych w Zarajsku. Brał udział w likwidacji grup powstańczych na Zakaukaziu i Północnym Kaukazie, w 1926 podczas jednego z lotów rozpoznawczych został zestrzelony przez basmaczy i wzięty do niewoli, jednak zdołał uciec i jednocześnie zabrać ze sobą zakładnika, którym był pochodzący z Anglii instruktor i doradca wojskowy dasznaków na Zakaukaziu. W 1933 został pracownikiem Instytutu Naukowo-Badawczego Sił Wojskowo-Powietrznych ZSRR, jednak wkrótce podjął nieudaną próbę przelotu samolotem wojskowym pod mostem na rzece Moskwie, rozbijając samolot i odnosząc obrażenia. Po wyleczeniu został zwolniony z armii, pracował przy naprawie silników lotniczych i w moskiewskiej fabryce. W 1936 przybył do Hiszpanii w pierwszej grupie ochotników do udziału w wojnie domowej. Latał na bombowcu francuskiej konstrukcji Potez-54. 10 listopada 1936 został zestrzelony przez wojsko frankistowskie i zginął.

## Odznaczenia
- Złota Gwiazda Bohatera Związku Radzieckiego (pośmiertnie, 31 grudnia 1936)
- Order Lenina (pośmiertnie, 31 grudnia 1956)
- Order Czerwonego Sztandaru